# Алексијада
Алексијада (грчки: Ἀλεξιάς) је историографско дело византијске списатељице Ане Комнине, ћерке цара Алексија I Комнина (1081–1118).

## Дело
Ана Комнина је била ћерка византијског цара Алексија. Након очеве смрти (1118), на византијски престо дошао је његов син Јован II Комнин (1118–1143). Ана Комнин је учествовала у завери организујући атентат на свог брата. На престо је намеравала довести свога мужа, Нићифора Вријенија. Након што је завера откривена, Ана и Нићифор се повлаче из политичког живота. Након мужевљеве смрти (1137), Ана се посветила литерарном раду тј. писању Алексијаде. Постанак овог дела везан је за Нићифора Вријенија. Царица Ирина, Алексијева супруга, тражила је од њега да састави биографију Алексија. Вријеније је започео са писањем Алексијаде, али је умро те је писање наставила његова жена. Алексијада је завршена 1148. године. У то доба Ана је била старија жена која је већ дуго живела у манастиру.
Ана је Алексијаду писала пристрасно, тежећи да Алексија прикаже у што бољем светлу иако на више места наводи да ће писати објективно "заборављајући љубав и мржњу". Дело је писано у 15 књига и садржи податке о цару Алексију и породици Комнин још пре успона на византијски престо, затим опис доласка Комнина на власт, опис унутрашњих прилика Царства у Алексијево време, борбе са Норманима, Турцима, Печенезима. Алексијада је значајан извор за Први крсташки рат. У делу се спомињу и Срби које Ана Комнина назива "Староседеоцима Далмације", а Србију Далмацијом.